# Свободний (Калінінградська область)
Свободний (рос. Свободный) — селище Полєського району, Калінінградської області Росії. Входить до складу Тургенєвського сільського поселення.
Населення —  13 осіб (2015 рік). 

## Населення
| 2002 | 2010 |
| ---- | ---- |
| 21   | ↘13  |